# 류호정
류호정(柳好貞, 1992년 8월 9일~)은 대한민국의 정의당 비례대표로 당선된 제21대 국회의원이다.

## 학력
- 도계초등학교 졸업
- 반송여자중학교 졸업
- 창원경일여자고등학교 졸업
- 2011~2016: 이화여자대학교 사회학 학사

## 경력
- 2014. 4.~2015. 1. 이노스파크 인턴
- 2015. 1.~2018. 8. 스마일게이트 모바일 IO 스튜디오 기획팀
- 2018. 11.~2020. 9. 정의당 당대회 대의원
- 2018. 12.~2020. 3. 전국민주노동조합총연맹 전국화학섬유식품산업노조 선전홍보부장
- 2019. 7.~2020. 9. 정의당 경기도당 성남시 위원회 부위원장
- 2019. 8.~2020. 9. 정의당 경기도당 여성위원회 위원장
- 2020. 2.~2020. 4. 정의당 IT산업노동특별위원회 위원장
- 2020. 11.~2021. 1. 정의당 홍보전략본부장
- 2021. 1.~2021. 5. 정의당 원내수석부대표
- 2021. 1.~2021. 5. 정의당 원내대변인
- 2021. 7.~2022. 9. 정의당 기후정의일자리특별위원회 공동위원장
- 2021. 12.~2022. 3. 제20대 대통령선거 정의당 심상정 후보 선거대책본부 미디어홍보본부장
- 2022. 5.~2023. 4. 정의당 원내대변인
- 유네스코한국위원회 집행위원회 집행위원 겸 인문사회·자연과학분과위원회 위원
- 2023. 5.~2024. 1. 제7기 정의당 경기도당 성남시분당구위원회 위원장
- 세 번째 권력 공동대표
- ~2024. 1. 정의당 탈당
- 2024. 1.~2024. 2. 새로운선택 입당
- 2024. 1.~2024. 2. 새로운선택 시민소통위원장
- 2024. 2.~2024. 5. 개혁신당공동 혁신위원장 직무대행
- 개혁신당 성남시 분당구 갑 당협위원장
- 세 번째 권력 공동대표

### 의정 활동
- 2020. 5.~2024. 1. 제21대 국회의원(정의당, 비례대표)
  - 2020. 6.~2022. 5. 제21대 국회 전반기 산업통상자원중소벤처기업위원회 위원
  - 2020. 9.~2022. 5. 제21대 국회 전반기 윤리특별위원회 위원
  - 2021. 10.~2021. 11. 제21대 국회 감사원장(최재해) 임명동의에 관한 인사청문특별위원회 위원
  - 2022. 7.~2024. 1. 제21대 국회 후반기 문화체육관광위원회 위원
  - 2023. 2.~2024. 1. 제21대 국회 인구위기 특별위원회 위원

## 역대 선거 결과
| 실시년도 | 선거  | 대수 | 직책     | 선거구   | 정당   | 득표수       | 득표율         | 순위         | 당락 | 비고 |
| -------- | ----- | ---- | -------- | -------- | ------ | ------------ | -------------- | ------------ | ---- | ---- |
| 2020년   | 총선  | 21대 | 국회의원 | 비례대표 | 정의당 | 2,697,956 표 | \| \| 9.67% \| | 비례대표 1번 |      | 초선 |
|          | 9.67% |      |          |          |        |              |                |              |      |      |

## 같이 보기
- 대한민국 제21대 국회의원 선거 정의당 후보 목록#비례대표